# Dasyomma croceicornis
Dasyomma croceicornis är en tvåvingeart som beskrevs av Jacques-Marie-Frangile Bigot 1887. Dasyomma croceicornis ingår i släktet Dasyomma och familjen bäckflugor. Inga underarter finns listade i Catalogue of Life.